# I Was Born to Love You
Az I Was Born to Love You Freddie Mercury dala. Eredetileg az 1985-ös Mr. Bad Guy című albumra írta (és szóló kislemezen is megjelent), majd felkerült az 1995-ös Made in Heaven Queen-albumra (és ugyancsak kislemezen is megjelent).

## Freddie Mercury
Mercury a dalt New Yorkban komponálta, és a zongora, valamint a vokál részeket 1984. május 25-én rögzítette. Nem volt teljesen elégedett az eredménnyel, de a kiadója nyomására megjelentette kislemezen. Viszonylag sikeres volt, a 11. helyet érte el a brit slágerlistán (és az egyike volt annak a két kislemezének, amely a Billboard Hot 100-ra felkerültek, bár alacsony helyezéssel, a 76. helyre). Hasonlóan a Mr. Bad Guy egészéhez, sokkal közelebb állt a hagyományos pop és disco zenéhez, mint a Queen egyéb munkái, a hangzásvilágát a zongora és a szintetizátor uralták.

## Kislemez kiadás

### 7": A 6019
1. I Was Born to Love You – 3:36
2. Stop All The Fighting – 3:17

### 12": TA 6019
1. I Was Born to Love You (Extended)  – 7:03
2. Stop All The Fighting – 3:17

### Dupla 7" kislemez
1. I Was Born to Love You – 3:36
2. Stop All The Fighting – 3:17
3. Love Kills (Extended) – 5:21
4. Stop All The Fighting (Extended) – 6:35

## Queen
A Made in Heaven albumhoz Brian May és Roger Taylor keverte újra, így a dal elrendezése némiképp megváltozott. Extra vokálokat kevertek hozzá egyéb Queen művekből (például Haha it's magic! az A Kind of Magicból és a Give it to Me! a Hammer to Fallból származik). A gitár, dob és basszusgitár részeket 1993 és 1995 között újravették, valamint David Richards producer is telítette a hangzást egy mintavevő készülékkel.
A Queen + Paul Rodgers turnék során May és Taylor a dal akusztikus verzióját adták elő. Egy ilyen előadás szerepel a Super Live in Japan DVD kiadványon.
A Queen verzió 2004-ben a japán Pride című televíziós sorozat főcímdala lett. A műsor zenei készlete egyéb Queen dalokat is tartalmaz, például a We Are the Championst és a Bohemian Rhapsodyt. Japánban nagy népszerűségre tett szert a dal, 2004-ben az első helyet érte el az ottani slágerlistán.

## Közreműködők
- Ének: Freddie Mercury
- Háttérvokál: Freddie Mercury

Hangszerek:
- Brian May: Red Special
- Freddie Mercury: Bersendorfer zongora, Fairlight CMI-III sampler
- John Deacon: Fender Precision Bass
- Roger Taylor: dob
- David Richards: Ensoniq ASR10 sampler

## Kislemez kiadás

### CD: TODP 2534 (Japán)
1. I Was Born to Love You – 4:49

## Külső hivatkozások
- Dalszöveg
- Videóklip a YouTube-n link
- Slágerlista alakulása (angol nyelven). UKMIX, music, UK, network, charts, reviews, news